# Bernd Bruns
Bernd Bruns (* 19. Januar 1935 in Westfalen; † 16. Januar 2016) war ein deutscher Karikaturist.

## Leben
Nach der Ausbildung zum Schriftsetzer in Dortmund studierte Bruns an der Werkkunstschule Dortmund Grafik, Grafik und Illustration an der Folkwang-Schule Essen, sowie Grafik und Plastik an der École des Beaux-Arts in Paris. Seinen Lebensunterhalt erwarb er dabei unter anderem im Straßenbau.
Nach Abschluss des Studiums zeichnete Bruns Cartoons für Illustrierte und die Tagespresse. 
Seit 1962 war er als Karikaturist tätig und zeichnete für Handelsblatt, Kölner Stadtanzeiger, ZDF, Tagesspiegel, Die Zeit, Neue Ruhr Zeitung, Tagesanzeiger Zürich, Berliner Zeitung, Aachener Volkszeitung und seit 1991 täglich für die Ostthüringer Zeitung, die er erst mit seinem Rentenantritt mit 79 Jahren 2014 wieder verließ.
Bruns lebte zuletzt in Berlin-Zehlendorf, nachdem er in Köln, Essen und in Höven am Rand der Lüneburger Heide gelebt hatte. Er war leidenschaftlicher Golfspieler.

## Bücher
- Seine Werke waren Bestandteil der Sammelwerke Die Karikaturen des Jahres 1990–1998, zusammengefasst von Klaus Bresser.